# Adam van Koeverden
Adam Joseph van Koeverden (* 29. ledna 1982 Toronto) je kanadský reprezentant v rychlostní kanoistice, člen týmu Burloak Canoe Club.
Na Letních olympijských hrách 2004 vyhrál závod singlkajakářů na 500 metrů a byl třetí na trati 1000 metrů, následně mu byla udělena Lou Marsh Trophy pro kanadského sportovce roku. Na olympiádě v roce 2008 získal stříbro na 500 m a v roce 2012 opět stříbro na 1000 m. Je také dvojnásobným mistrem světa: v roce 2007 vyhrál na pětisetmetrové trati a v roce 2011 na kilometru. Na Panamerických hrách získal v roce 2015 bronzovou medaili na 1000 m. Je úřadujícím světovým rekordmanem na 500 metrů časem 1:35.554.
Jeho otec je nizozemské národnosti a matka pochází z Maďarska. Je absolventem oboru kineziologie na McMaster University v Hamiltonu. Žije ve městě Oakville, kde po něm byla v roce 2008 pojmenována ulice.